# Mattia Limoncelli
Mattia Limoncelli (Salerno, 24 marzo 1880 – ...) è stato un avvocato, poeta e politico italiano.

## Biografia
Avvocato campano, deputato della XXVIII Legislatura del Regno d'Italia per il Partito Nazionale Fascista, dal 1929 al 1934.
È stato anche autore di numerose raccolte poetiche e ha presieduto l'Accademia di Belle Arti di Napoli.